# أتو بيوجرافي
 أتو بيوجرافي (بالإنجليزية: Autobiography)‏ ألبوم آشلي سمبسون الأول من نوع البوب روك. صدر في الولايات المتحدة 20 يوليو 2004.
الألبوم أخذ المرتبة الأولى في البيل بورد الأمريكي وتم مكافئته بثلاث إسطوانات بلاتنيوم. الأراء والانتقادات كانت ممزوجه.
إصدرت 3 أغاني فردية للألبوم الأولى ولاأكثر نجاحا بيسيس أوف مي والذي كانت مبيعاتها عالية في أكثر من دولة. اأغنية الثانية شادو والثالثة لا لا.
آشلي كانت تشتغل على الألبوم وتم عرض حلقات وهي تشتغل علية في برنامج آشلي سمبسون.

## عن الألبوم
سمبسون تصف الألبوم بعملية كتابية حيث كتبت 12 أغنية كأنها تكتبها بمذكرتها الخاصة. وقبل أن يصدر الألبوم قالت «أن الألبوم مستوحى من حياتي وتجاربي بالحياة، من الثلاث السنوات الماضية. كل يوم كنت أفكر بماذا مريت من تجارب.»
كلمات الأغاني تهتم بالعلاقات وفقدان الحب والأذى النابع من الحب. أغلب أغاني العلاقات والانفصال مأخوذه من تجارب آشلي الي خاضتها مع حبيبها في هذا الوقت. آشلي وصفت الألبوم «صادق جدا» «حقيقي جدا لمشاعري»
أراء وانتقادات الألبوم حيث مجلة بيبول العالمية أضافت «السير لأول مرة» وأضافت بأن هذا الألبوم يبين أنا سيمبسون فتاة موهوبة ووميزه وفريدة ه من نوعها وفي بداية الطريق. آل ميوزك قالت بأن «غير متوقع، ألبوم قوي». ذا فيليج فويس قارنت ألوم أتو بيوجرفي بألبوم كورتني لوف (أمريكان سويت هارت) وضعوه ضمن تصنتيف المفضلة. مجلة بلندر قالت «جميع أغاني الألبوم تبين مدى قوة آشلي في طبقات الصوت - إيجابي».

## الأغاني
اسم العنوان هو اسم أغنية في الألبوم سيمبسون تصف نفسها وتقول «لدي بقع على ملابسي، وأنا أكبر مغازلة» وأيضا تقول «ذا كنت تريد معرفتي، حبيبي إسألني» ذا فيلج فويس وصفت آشلي بالأغنية الحلوى افتتاحية رائعة للألبوم. ولكن ستايل أس وصفت الأغنية بأنها مملة.
بيسيس أوف مي أغنية عن الراحة والساعدة كتبتها عن حبيبها السابق ريان كابريرا وتم وصف الأغنية بالسوفت روك بالد.
شادو وصفتها مجلة بيبول بأغنية الألبوم الشخصية.
الألبوم يستمر مع أغنية لا لا أغنية تحمل كلمات جنسية سمبسون وصفتها بـ«أغنية الألبوم الساخرة». في لقاء آخر سمبسون وصفت لا لا بـ «مستوحية من ستايل البنك، مع سرعة في الموسيقى، ثيم حفل وصراخ» 
«لوف ميكس ذا ورلد جو راوند» وتم وصفها بالحن الخفيف الرائع. وهي عن أغنية عن العلاقات. «بيتر أوف» تم وصف هذي الأغنية بعلكة الألبوم. حيث تصف حياتها اليومية.
«أن ريتشبل» كتبتها سمبسون بعد انفصالها مع حبيبها السابق جوش ولقد تحطمت لأن جوش هو الشخص الأول التذي تحدثت معه آشلي عن الزواج. والتخطيط للمستقبل قطع علاقته معها عن طريق الجوال. «نثنج نيو» تصف سمبسون علاقتها مع حبيبها السابف جوش آن المشجانات التي تحدث بينهم أصبحت كالروتين دراما. «جيفينج أت أول أوي» وتصف هذه الأغنية تمسكي بحياتك لاتهتمي لأراء الآخرين. «أن ديسكفرد» وهي الأغنية المفضلة لأشلي تتكلم عن العلاقات من أفضل أغاني البالد عام 2004.

## المبيعات وأدائها في الشارت

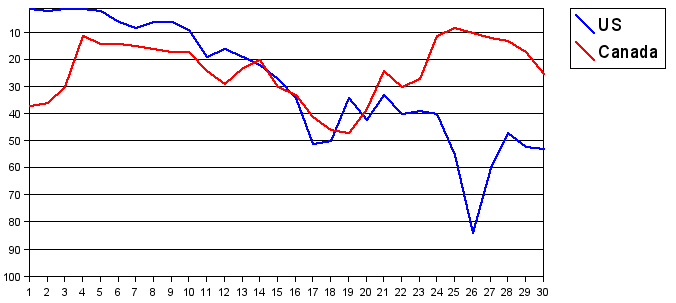
أسبوع بعد أسبوع أداء أتو بيوجرافي لمدة 30 أسبوع.

في الولايات المتحدة كان ألبوم أتو بيوجرافي من أضخم مبيعات عام 2004 لأنثى، وفي سبتمبر أخذت 3 إسطوانات بلاتنيوم.
في أول أسبوع من صدور الألبوم باع أكثر من 398.000 نسخه واحتل المرتبة الأولى في البيل بورد. من مصدر الإحصائيات نيلسون ساوند سكان تم بيع 2,576,945 نسخه من يوم صدوره حتى يناير 2005.
آشلي سمبسون كسرت الرقم القياسي لمبيعات ألبوم بريتني سبيرز إن ذا زون في 2003. مما جعلها أفضل إمرءة مبيعات في أمريكا لسنة 2004.
مبيعات آشلي سمبسون في ألبومها الأول أفضل من مبيعات جيسيكا في ألبوماتها القديمة وآشلي وصلت إلى نجاح أختها جيسيكا في سنة واحدة. آشلي سمبسون قالت «أنا مصدووومة لا أستطيع أن أصدق، شكرا لكل المعجبين أحبكم».

## لائحة الأغاني
| #   | الأغنية                       | المدة |
| --- | ----------------------------- | ----- |
| 1.  | Autobiography                 | 3:34  |
| 2.  | Pieces Of Me                  | 3:37  |
| 3.  | Shadow                        | 3:57  |
| 4.  | La La                         | 3:42  |
| 5.  | Love Makes The World Go Round | 3:45  |
| 6.  | Better Off                    | 3:27  |
| 7.  | Love For Me                   | 3:27  |
| 8.  | Surrender                     | 3:20  |
| 9.  | Unreachable                   | 3:53  |
| 10. | Nothing New                   | 3:06  |
| 11. | Giving It All Away            | 2:56  |
| 12. | Undiscovered                  | 4:56  |

### الأغاني الإضافية
- Harder Everyday – 3:30 (عالمي)
- Sorry – 3:43 (المملكة المتحدة واليابان)
- Endless Summer – 3:37 (اليابان وأستراليا)